# Sportverein Mattersburg
L'Sportverein Mattersburg és un club de futbol austríac de la ciutat de Mattersburg, Burgenland. L'any 2013 rep el nom SV Bauwelt Koch Mattersburg per patrocini.

## Història

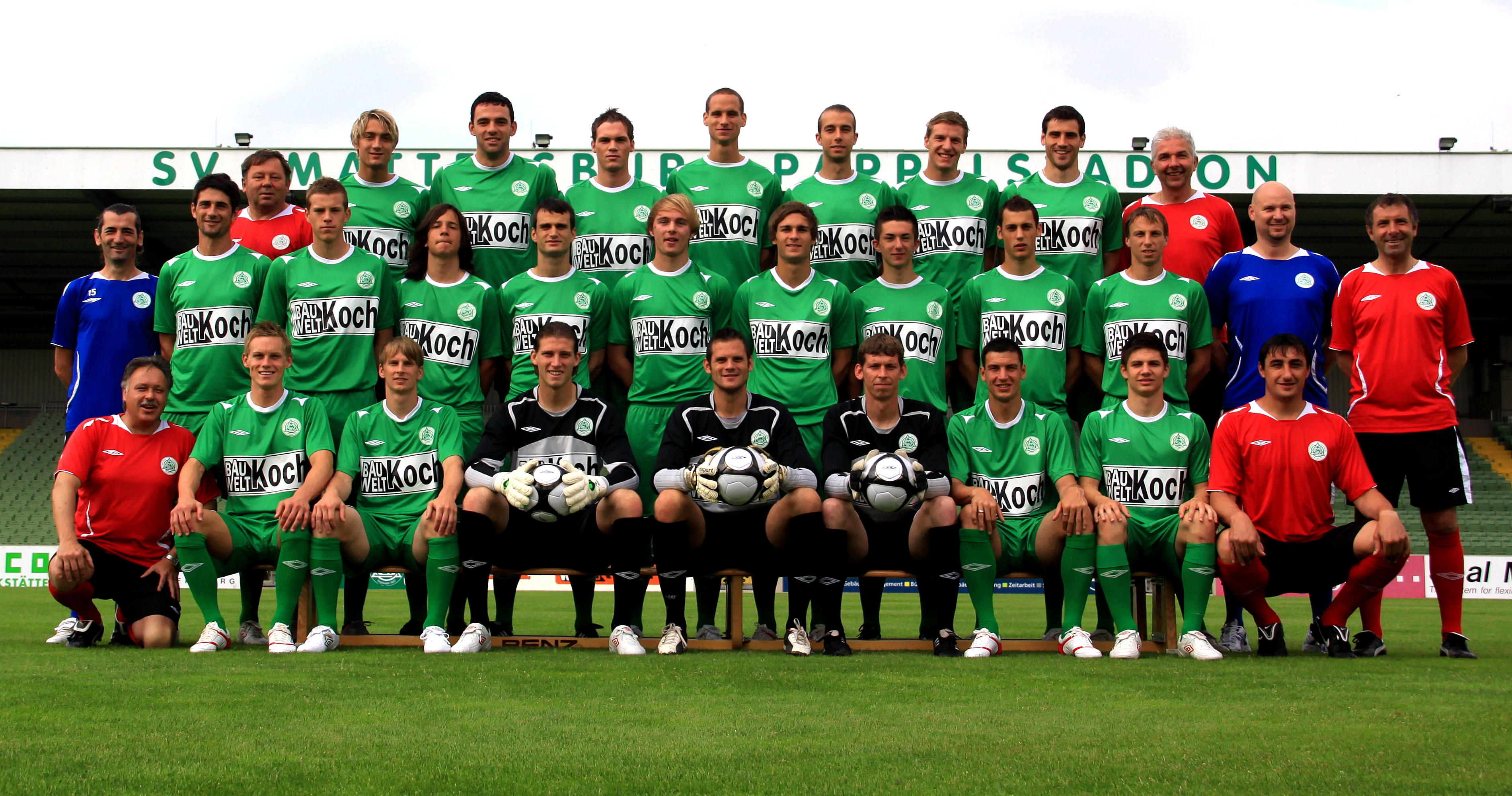
Equip la temporada 2010-2011.

El club va ser fundat l'any 1922. Ha disputat la Bundesliga des de la temporada 2003-04, fins a la 2012-13. La temporada 2006-07 finalitzà en la tercera posició al campionat la millor de la seva història.

## Partits a Europa
A desembre de 2008.
- Q = Ronda classificatòria

| Temporada | Torneig   | Ronda | País | Club         | Local | Visitant | Global |
| --------- | --------- | ----- | ---- | ------------ | ----- | -------- | ------ |
| 2006-07   | Copa UEFA | Q1    | POL  | Wisla Krakow | 1-1   | 0-1      | 1-2    |
| 2007-08   | Copa UEFA | Q1    | KAZ  | FC Aktobe    | 4-2   | 0-1      | 4-3    |
|           |           | Q2    | SUI  | FC Basel     | 0-4   | 1-2      | 1-6    |